# Distribució de càrrega

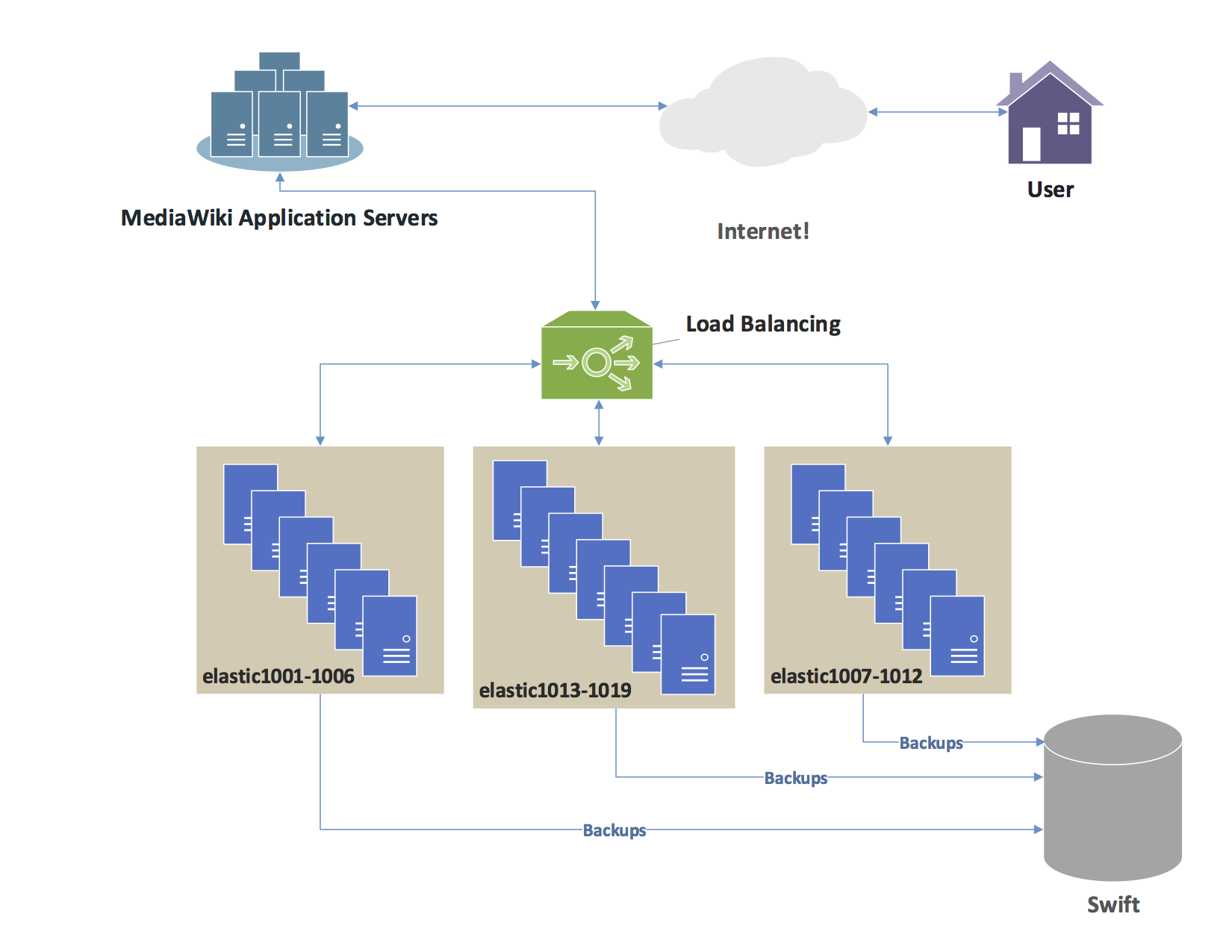
Fig.1 Esquema d'un distribuïdor de càrrega (en color verd)

La distribució de càrrega (en anglès, load balance) és un concepte que es fa servir en informàtica. Consisteix en la distribució o el repartiment equilibrat de les tasques que cal acomplir entre diferents recursos.

## La distribució de càrrega en els servidors web
Un dels principals problemes a l'hora de mantenir una pàgina web és com gestionar totes les sol·licituds de pàgines que s'efectuen. Quan un sol servidor no és suficient per a respondre a totes les sol·licituds, apareix el concepte de distribuïdor de càrrega (load balancer). Tots els servidors DNS que enllacen un domini "www.example.cat" amb una IP determinada, estan configurats per a entregar totes les peticions al distribuïdor de càrrega. Aquest s'encarrega de controlar i distribuir les peticions a tots els servidors que té associats i fer que tots tinguin el mateix volum de sol·licituds.
Quan apareixen sessions en el servidor, el distribuïdor de càrrega s'encarrega d'enviar totes les sol·licituds amb el mateix identificador de sessió al mateix servidor que la conté.